# Bubble Chair
De Bubble Chair is een ontwerp van Eero Aarnio uit 1968. Deze kunststof stoelen zijn rond, lijken op een zeepbel (vandaar bubble) en hangen met een ketting aan het plafond, waardoor hij schommelt. Het ontwerp is gebaseerd op de gelijkaardige ball chair uit 1963, die wel een voet heeft. De stoel is vervaardigd uit transparant acryl dat door een metalen ring in de juiste vorm geblazen wordt.  De zitting wordt bekleed met textiel, zodat het een aangename cocon wordt. Het was de bedoeling van de ontwerper de voet ook in doorzichtig kunststof te maken, maar dit was technisch in 1968 nog niet mogelijk, vandaar de ketting als minimalistisch steunpunt. Het is een designklassieker geworden. 